# 234 (số)
234 (hai trăm ba mươi bốn) là một số tự nhiên ngay sau 233 và ngay trước 235.